# Alzamiento de Las Clavellinas
Se conoce como Alzamiento de Las Clavellinas a un hecho ocurrido el 4 de noviembre de 1868 en la actual provincia de Camagüey, Cuba en un lugar conocido como Las Clavellinas. Su máximo líder fue el rico hacendado Salvador Cisneros Betancourt. 

## Orígenes
El Alzamiento de las Clavellinas marca el inicio de la insurrección en Camagüey y está estrechamente relacionado con el inicio de la Guerra de los Diez Años (1868-1878) y el Alzamiento de Céspedes que no pudo ser secundado el mismo día 10 de octubre debido a que fue una sorpresa para los hombres del Centro, como se denominaba aquella provincia en aquel entonces.
Tuvo sus orígenes en tres asambleas que se dieron antes de desarrollarse el alzamiento de Céspedes, la reunión en La finca de Rubalcava, la Reunión de Los Caletones y la desarrollada el 4 de agosto de 1868 en las cercanías de Camagüey.
Había mucho ajetreo por aquellos días en la Sociedad La Filarmónica, donde se encontraban los principales gestores de la insurrección en el Camagüey. Se recogían fondos financieros, armas y todo lo necesario para poder levantarse en armas.

## No se podía esperar más
Era de vital importancia para el desarrollo y posterior desenlace de la guerra que fuese secundado el Grito de Yara, pues de no ser así, sería fácilmente ahogada la Revolución. Se hacía muy necesario el hecho de dispersar las tropas españolas por toda la Isla para evitar la concentración de fuerzas en un único lugar, de ahí la inmediata respuesta de las huestes camagüeyanas.
Haciendo un formidable esfuerzo se alzan el mencionado 4 de noviembre con Salvador al frente. Ignacio Agramonte quedó en la ciudad encargado del aseguramiento de este movimiento, incorporándose el 11 de noviembre, en el ingenio "El Oriente", cerca de Sibanicú. 

## Participantes
Intervienen en el Alzamiento de las Clavellinas 76 patriotas entre los que se destacan: Salvador Cisneros Betancourt, marqués de Santa Lucía; Juan, Manuel, Gregorio y Jerónimo Boza; Napoleón y Augusto Arango; Enrique y Eduardo Agramonte; Ignacio Mora de la Pera; Ignacio Agramonte; Francisco Sánchez Betancourt; Miguel Betancourt Guerra y Ángel del Castillo, entre otros.